# Lenz-Typ n
Der Lenz-Typ n waren zweiachsige Schmalspur-Dampflokomotiven, die auf der Rügenschen Kleinbahn und der Greifenberger Kleinbahn im Einsatz waren. Von der Deutschen Reichsbahn wurden sie nicht mehr übernommen.

## Geschichte
Die Betriebsführungsgesellschaft Lenz & Co. beschaffte Lokomotiven für die von ihr betreuten Bahnen möglichst einheitlich, um Kosten im Einkauf und der Unterhaltung zu sparen. Diese Loks wurden durch einen an die Nummer angehängten Buchstaben gekennzeichnet: „n“ bedeutete Lokomotive mit 750 mm Spurweite und fünf Tonnen Achsdruck. Neun Loks nach einheitlicher Vorlage wurden 1895 von Vulcan gebaut, eine weitere 1898. Sie kamen bei der Rügenschen Kleinbahn (sechs Lokomotiven) und der Greifenberger Kleinbahn (vier Lokomotiven) zum Einsatz. Die Rügener Lokomotiven trugen die Nummern 1 bis 6, die Greifenberger 1 bis 4, bei der Marienwerder Kleinbahnen die Nummern 4 bis 6, eine Nummer ist unbekannt. Der Verbleib letzterer Lokomotiven ist nicht bekannt.
Die Lokomotiven der Greifenberger Kleinbahn kamen 1901 zu den neu erbauten Marienwerder Kleinbahnen, während die Greifenberger Kleinbahn auf Meterspur umgespurt wurde. Die Rügener Lokomotiven wurden ab 1922 ausgemustert, zwei Lokomotiven (4 und 6) erhielten 1940 noch die Nummern 201 N 2205 und 202 N 2205 der Pommerschen Landesbahnen, spätestens 1948 wurden auch sie ausgemustert.

## Technische Merkmale
Die Lokomotiven hatten einen Innenrahmen, der Antrieb erfolgte über eine Stephenson-Steuerung mit Flachschiebern. Der Wassertank saß im Rahmen, die Kohlekästen waren neben dem Kessel vor dem Führerhaus angeordnet. Die Lokomotiven hatten einen Kobelschornstein.